# Jeanette Macari Graniel
Jeanette Macari Graniel (Ciutat de Mèxic, 12 de novembre de 1958) és una cantant mexicana. Cultiva un gènere difícilment classificable, que inclou tant el vessant dur, amb interpretacions de la cançó renaixentista, clàssica, romàntica i contemporània, i l'òpera, així com el vessant lleuger i popular, amb el music-hall i el cabaret fi, des de Kurt Weill i Cole Porter, fins a José Alfredo Jiménez i Silvio Rodríguez. És germana del també músic i compositor Eblen Macari.
La seva primera activitat musical professional fou la de formar, amb el seu germà Eblen, el duet Ars Nova. Poc després estudià al Conservatorio Nacional de música, de Mèxic, amb el mestre Leszec Zawadka, entre d'altres. D'allí passà a la Guildhall School of Music and Drama, de Londres. La Macari debutà al Palacio de las Bellas Artes, de la Ciutat de Mèxic, en 1985, interpretant la Carmen de l'òpera homònima. El 1991 formà part de l'elenc estable de la Compañía Nacional de Ópera. Ha fet la Suzuki, de Madama Butterfly, l'àvia de La vida breve o la Marthe del Faust, sota la direcció dels més destacats directors d'òpera mexicans, Enrique Patrón de Rueda, Fernando Lozano o Enrique Dimecke. Ha gravat l'òpera de cambra La sunamita de Marcela Rodríguez, en 1991.
En la línia del cabaret ha protagonitzat nombrosos espectacles, que ella mateixa escriu i produeix. Alguns d'aquests espectacles són Happy days?, de 1982; Hojas secas, de 1988; Flor del vicio, de 1990; Aufwiedersehen Bataclán, de 2000; Las que me sé, de 2004; Viva el tango, de 2007; i En casa de Antonieta, de 2010.

## Discografia
La seva producció discogràfica inclou:
- 1992: Se remata un chiffonier
- 1999: Mexican divas
- 2000: Aires
- 2006: Las que me sé
- 2007: Sol de mi vida
- 2008: La Petenera

## Premis[1]
- 2005: distinció "Trajectòria destacada en cabaret" (FONCA)
- 2006: nominada pel premi Lunas del Auditorio